# Eretmocerus adustiscutum
Eretmocerus adustiscutum är en stekelart som beskrevs av Krishnan och Vasantharaj David 1996. Eretmocerus adustiscutum ingår i släktet Eretmocerus och familjen växtlussteklar.
Artens utbredningsområde är Iran. Inga underarter finns listade i Catalogue of Life.